# Џенис Џоплин
Џенис Лин Џоплин (енгл. Janis Lyn Joplin; Порт Артур, 19. јануар 1943 — Лос Анђелес, 4. октобар 1970) је била позната америчка рок и блуз певачица, текстописац и музички аранжер. Важи за једну од најпопуларнијих и најталентованијих извођачица свог жанра, и била је међу водећим светским звездама музике 60их година 20ог века, као и једна од зачетница хипи субкултуре чији је била симбол и представник. Слава Џенис Џоплин не јењава и даље, о чему сведоче бројни фанови широм света.
Каријеру је почела раних шездесетих као фолк и блуз певачица по клубовима Сан Франсиска. Светску славу је стекла крајем шездесетих година 20. века, као певачица психоделичног есид рок бенда Big Brother and the Holding Company. Касније је наступала и као соло певачица уз пратњу бендова The Kozmic Blues Band и The Full Tilt Boogie Band.
У краткој професионалној каријери која је трајала свега четири године, прославила се бројним хитовима, а неки од највећих су „Down On Me“, „Bye, Bye Baby“, „Piece of My Heart“, „Try (Just A Little Bit Harder“), „Maybe“, „To Love Somebody“, „Mercedes Benz“, „One Night Stand“, „Raise Your Hand“ и „Me and Bobby McGee“. Током каријере објавила је четири студијска албума, од којих је последњи издат постхумно и пет синглова.
Часопис Ролинг стоун уврстио је Џоплинову на 46. место на листи 100 највећих уметника свих времена 2004. године, те на 28. место на листи 100 најбољих певачица свих времена 2008. године. Њена верзија песме Me and my Bobby McGee постхумно је доспела на прво место америчке топ-листе синглова. Године 1995, постхумно је проглашена за члана Куће славних рокенрола у Кливленду, а 2005. додељена јој је и Греми награда за животно дело.
Џенис је имала бунтован и неуобичајен стил типичан за хипи покрет тог времена. Хронични алкохолизам и конзумирање тешких дрога узрок су њене преране смрти. Преминула је 4. октобра 1970. године у хотелској соби у Лос Анђелесу од последица предозирања хероином у 27. години живота.

## Биографија
Џенис Лин Џоплин (енгл. Janis Lyn Joplin) је рођена у маленом градићу Порт Артур у америчкој савезној држави Тексас, 19. јануара 1943. од оца Сета (1910—1987) и мајке Дороти (1913—1998). Сет је радио као инжењер у Тексаку док је Дороти радила као секретарица. Џенис је љубав према музици наследила управо од родитеља. Њена мајка је током студентских дана наступала у бројним мјузиклима, имала је чак и понуде да се професионално бави музиком, али их је одбила. Након окончања студија Дороти се сели у Амарило у Тексасу где се запослила на локалној радио-станици, и где је и упознала свог будућег мужа Сета. Након венчања пар се преселио у Порт Артур где су се родили Џенис, Мајкл и Лора. Иако родитељи деци нису наметали музички укус, Лора се присећала како је њихова мајка често њима, девојкама, држала „часове певања“: „Суботом када смо нас три чистиле по кући, мама је увек преко грамофона пуштала старе бродвејске хитове, и онда смо сво троје заједно у глас певали.“
Лора је у својој књизи описала Џенис као „интелигентну и насмејану девојчицу чија креативност је долазила до изражаја од најранијег детињства, девојчицу која је увек желела да буде у центру пажње.“ Као мала цртала је библијске призоре, и уопште слободно време је проводила или у цркви или у библиотеци, а често је наступала и на разним црквеним добротворним концертима где је рецитовала и певала песме. Родитељи су били задовољни јер је Џенис од најраније младости показивала самосталност и независност.
Иако је била узоран ученик током средњошколског образовања у школи Томас Џеферсон у свом родном граду, Џенис се својим понашањем и ставовима ипак издвајала из масе. Дружила се углавном са старијим ученицима и увек су то били мушкарци. Без длаке на језику, увек је јавно изражавала своје ставове због чега је често наилазила на осуде и неразумевање. Често је и сама у интервјуима наглашавала колико је одударала од тадашњег клишеа: „Читала сам, сликала и нисам мрзела црнце. Једноставно нисам се уклапала у то време и у то место.“ У вези са тим њен отац је једном изјавио:
| „                   | Њој је било јако тешко у школи. Упорно се трудила да се издваја из масе, како својим начином одевања тако и својим ставовима, и због тога су је мрзели. У то време она није имала адекватног саговорника са којим би могла да разговара. Моја Џенис је била први представник револуционарне омладине у Порт Артуру, омладине какве сада у том граду има јако много. | ” |
| — Сет Џоплин. 1972. | |   |

Као тинејџерка основала је групу младих, коју је сама назвала групом бескућника. Клуб је за кратко време постао веома популаран међу омладином другачијих погледа на свет. Био је то андерграунд клуб поклоника савремених погледа на свет, нове књижевности и модерне поезије, клуб где се слушао црначки блуз и фолк и где се практиковала савремена уметност у њеним најслободнијим варијацијама. Преко колеге из клуба Грента Лајонса Џенис се упознала са музиком блуз легенди Худија Ледбетела (познатијег као Ледбели) и Беси Смит што је умногоме утицало на њену љубав према блузу и уопште на њено будуће бављење музиком. Убрзо је и сама почела да се бави блузом певајући у хору, иако је то на почетку сакривала од осталих. Певајући у локалном хору проширила је музички репертоар на тада популарне певачице Одету и Биг Мама Торнтон.
Вишак килограма и неки проблеми са здрављем у тинејџерском добу нису наилазили на разумевање њених вршњака, већ на осуде и подсмевање. У школи су је често називали разним погрдним именима, а све то се негативно одразило на њену психу и њену агресивност. Касније је ту исту средину у којој је одрасла називала „учмалом и затуцаном заједницом.“

### Луизијана блуз
За љубитеље блуза из „златног троугла“ источног Тексаса (Бомонт, Порт Артур и Оринџ) Луизијана је била „обећана земља“, земља доброг вина и одличног блуза. Граница ка „царству блуза“ је био ауто-пут 90 дуж којег су се налазили бројни блуз клубови, веома популарни међу Тексашанима. Бити члан тих клубова за тадашњу омладину је била својеврсна иницијација и чин музичког одрастања. Тим пре што се блуз сцена Луизијане умногоме разликовала од оне у Тексасу, била је „сирова и дивља“, некомерцијална и искрена, „мочварни блуз“ (Слим Харпо, Клифтон Шенје, Томи Маклејн, Род Бернард) и умногоме се разликовала од тадашње тексашке сцене. Алтернативна блуз сцена Луизијане била је савршена подлога за развој локалне контракултуре представљене преко тинејџерске битничке филозофије.
Управо у Луизијани, у једном од тих клубова Џенис је по први пут јавно наступила, савршено копирајући певачки стил Одете Хоулмс. Наступајући по бројним мањим клубовима, веома рано је стекла професионалне навике и вештине, овладала је „светом музике“ и била решена да га доведе до савршенства. Иако није знала да чита ноте и није имала никакво професионално музичко образовање, према речима њеног биографа Ричарда Хјуза, Џенис је имала невероватан осећај за ритам и невероватан таленат, живела је блуз.
Након завршене средње школе 1960. уписала се на технолошки колеџ у Бомонту.
| „                                               | Њена продорност и дрчност у мени је у почетку стварала осећај одвратности и нелагоде. Али када сам је боље упознала, схватила сам да се иза тог оклопа крије осетљива и рањива особа. Много пута сам слушала приче о томе како су је малтретирали током школовања и могу вам рећи само једно: Џенис никада никоме није остала дужна. Наплатила је свима до последњег новчића. | ” |
| — Франсис Винсент, другарица са колеџа о Џенис. | |   |

### Дебитантска фаза
Њена фасцинираност битничким покретом и начином живота одвела ју је током лета 1960. у једну од бројних комуна у Лос Анђелесу где је провела цело лето. Свој сценски деби на великој сцени Џенис је имала 31. децембра 1961. у бомонтском клубу Halfway House а већ пар дана касније наступила је и у Хјустону, у клубу Purple Onion. Њени наступи по разним студенстким клубовима од тада постају свакодневница.
Лето 1962. Џенис је провела у Луизијани, у граду Винтону где је наступала у рок и блуз клубовима. За разлику од Тексаса, у Луизијани је малолетним лицима било дозвољено конзумирање алкохола, а „црначка“ музика је била доступна свима. У то време у Порт Артуру, али и било где у Тексасу због велике расне сегрегације било је готово немогуће да један белац наступа у црначком клубу и обрнуто. Такво стање у Порт Артуру је трајало све до 1967. године.
У јулу 1962. уписала је студије на Тексашком универзитету у Остину, а убрзо након тога 27. јула у студентским новинама The Daily Texan изашао је чланак о њеном музичком ставу под насловом „Она се усуђује да буде другачија“. Чланак је почињао речима:
| „                 | Она је девојка која хода боса када јој се прохте, на предавања долази у Левисицама јер се тако осећа угодније, њена аутохарфа је увек крај ње јер само тако може да запева у сваком тренутку. Она је Џенис Џоплин. | ” |
| — The Daily Texan, 27. јул 1962. | |   |

Након уписивања факултета са дечком Џеком Смитом је заједно прешла у Остин, где су се настанили у сквотерском насељу званом Гето (Ghetto). Од јесени почела је да наступа са локалном блуграс групом Вилер Крик бојс (Waller Creek Boys) чији чланови су били и Пауел Сент Џонс и Лари Хигинс. Тројац је наступао по локалним клубовима, и то углавном недељом, а средом у бару Тредгила, изводећи углавном песме тадашњих блуз легенди, али и блуграс музику. Поред алкохола, Џенис је у том периоду интензивно користила марихуану и седатив секонал. Убрзо су се појавиле гласине да је њен глас због конзумирања алкохола постао знатно грубљи и храпавији. Међутим њена пријатељица Луси Обрајан је тврдила да је Џенис поседовала могућност да пева једнако добро меким сопраном али и изразито промуклим гласом. Обрајенова тврди да се Џенис управо определила за храпави глас који је више одговарао блуз музици, гласу због којег је врло брзо стекла велику популарност.
У децембру 1962. у кући једног од својих пријатеља Џенис је снимила своју прву песму. Била је то блуз композиција What Good Can Drinking Do, коју је Џенис отпевала у маниру свог идола Беси Смит.

### Пресељење у Сан Франсиско
Након што је у једним универзитетским новинама изашао чланак који је на веома лош начин описао њен начин живота, Џенис је већ у јануару 1963. одлучила да напусти факултет. Некако у исто време када је напустила факултет, у Остину је боравио њен пријатељ Чет Холмс који је дошао из Сан Франсиска из једне од бројних битничких заједница. Џенис убрзо напушта Тексас и заједно са Четом одлази за Сан Франсиско. Већ два дана касније наступала је у једном кафеу у Норт Бичу, а новинарима је касније признала да је након наступа ишла од стола до стола и скупљала новац за пиће. У почетку је певала акапела, а касније је њена пратња на гитари постао Јорма Кауконен (будући гитариста бенда Џеферсон ерплејн). У то време са њом заједно на бини су повремено наступали и блуз извођачи Роџер Перкинс и Лери Хенкс.
Боравећи у Сан Франсиску Џенис је упознала велики број блуз музичара, а посебно су била важна њена познанства са Питером Олбином (који је у то време свирао прогресивни блуграс са Џеј пи Пикенсом) и Џејмсом Горлијем са којима ће у будућности бити део групе Big Brother & the Holding Company.
| „                                              | Једном сам са Чесом дошла у Кофи галери где је Џенис наступала. Она је певала тако јако и тако продорно, да сам морала да изађем из кафића и слушам је са тротоара. | ” |
| — Лурија Кастел о једном од Џенисиних наступа. | |   |

Почетак 1963. године поред мањих наступа у локалним клубовима, обележио је летњи наступ на фестивалу у Монтеру, али и мањи проблеми са законом. Током јесени по први пут је наступила уживо у једној локалној радијској емисији.
Једно време почетком 1964. провела је у Њујорку, повремено наступајући у клубу Slug’s, читајући Ничеа и Хесеа.
По повратку у Сан Франсиско у јуну 1964. Џенис и Кауконен су направили свој први албум у блуз маниру. Функцију баса током рада на албуму имала је писаћа машина за којом је „свирала“ Кауконенова супруга Маргарита. Албум без издавача садржавао је седам песама: „Typewriter Talk“, „Trouble In Mind“, „“, „“, „Nobody Knows You When You're Down and Out“, „Daddy, Daddy, Daddy“ и „Long Black Train Blues“. Албум је објављен знатно касније у независној продукцији под насловом „The Typewriter Tape“ (Албум са писаће машине).
Међутим у то време њена зависност од наркотика се нагло повећала. Кокаин, разне психоактивне дроге и енормне количине алкохола претворили су је у „наказу“ (speed freak). Личила је на скелет. Забринути због њеног болесног изгледа, пријатељи су успели да је наговоре да се у пролеће 1965. врати у родни Порт Артур код родитеља. Њена сестра Лора је касније причала како је након повратка кући Џенис била депресивна и уплашена, стидела се саме себе. Пред родитељима се никада није појављивала у кратким рукавима, да не би видели трагове игли на њеним рукама. „По први пут у животу она је слушала савете родитеља без поговора,“ присећала се Лора. Одлучила је да промени живот, редовно је посећивала психолога, оставила је алкохол.
Исте године уписала је студије социологије на Ламарском универзитету у Бомону, где је студирала годину дана. Током студија повремено је одлазила у Остин где је наступала у клубовима пратећи себе на гитари. Један од њених наступа чак је оцењен у магазину „Austin American-Statesman“.
Исте године снимила је седам песама, од којих су шест биле обраде (укључујући и „Cod'ine“ од Бафи Сент Мари) и једна ауторска композиција „Turtle Blues“. Ове песме су увршене у албум који је Џејмс Горли објавио 1995. под насловом This is Janis Joplin 1965.

### Big Brother and the Holding Company: 1966—68.
У то време у Сан Франсиску је формиран психоделични рок бенд под именом Big Brother and the Holding Company чији менаџер је постао управо Чет Хелмс. Бенд је у то време постајао познат у тек развијајућој хипи заједници у Хајт Ешурију. Хелмс је одлучио да понуди Џоплиновој улогу вокала у бенду, на шта је она и пристала и придружила се бенду 4. јуна 1966. године.
Први јавни наступ нови бенд је имао 10. августа 1966. у клубу Авалон у Сан Франсиску. Џенис је тада отпевала свега две песме и већи део наступа је провела седећи крај тамбураша. Месец дана касније преселила се заједно са свим члановима бенда у једну вилу која се налазила у долини Сан Џеронима. Договор међу члановима бенда је био да дроге буду строго забрањене у просторијама где је бенд вежбао. Чинило се да је њеној наркоманској фази напокон дошао крај.
Доласком Џенисове у бенд, променила се и њихова музичка филозофија. Група је остала верна импровизованом начину извођења и формирала је властити динамичан стил, својеврсну фузију попа, психоделије и блуза. Описујући атмосферу у групи и начин њиховог музицирања Џенис је често говорила како. „Ми нисмо професионалци који певају без емоција, ми смо емоционални и аљкави.“ Захваљујући Џенисином гласу и харизми, група је за кратко време постала веома популарна на музичкој сцени Сан Франсиска. Сем Ендру је једном приликом рекао да Биг брадер не чине професионалци, већ креативци и ентузијасти склони уметничком самоистраживању. У једном интервјуу магазину ИТ о својим почецима у бенду Џенис је рекла:
| „                            | „Цео свој живот сам желела да будем битник, да будем међу тим жестоким, набријаним људима, желела сам да се увек добро забављам. Наравно била сам свесна својих гласовних способности, и знала сам да ми мој глас увек може обезбедити два три пива у локалу. И одједном као да ме неко бацио у овај рок бенд. Човече, као да је неко бацио ове момке на мене, а из позадине допире јак бас који ми даје нову енергију. Тада сам схватила да је то у ствари оно што сам одувек желела. Осећала сам се боље него са било којим мушкарцем, знате на шта мислим. Мада, можда је у томе и био проблем...“ | ” |
| — Џенис у интервјуу магазину | |   |

Током каријере у Биг брадеру Џенис је вокално сазрела у смеру који је желела, јер чланови бенда су јој пуштали ту слободу да пева на начин на који она жели. Никада је нису ограничавали у једном правцу. Час је певала у фазону Беси Смит, одједном би постајала жестока рокерка, да би се вратила фолк призвуку. Говорила је како је њена мајка увек била у чуду: „Побогу Џенис па зашто вриштиш кад имаш тако прелеп глас?“.
Четверонедељне летње наступе у Чикагу, група је искористила за потписивање првог уговора са Бобом Шедом, власником независне издавачке куће Мејнстрим рекордс (Mainstream Records; 23. август 1966). За Мејнстрим су снимили и деби албум под насловом Big Brother and the Holding Company али због неисплаћених зарада сарадња са том издавачком кућом је убрзо прекинута. То је био период када се Џенис вратила својим пороцима, алкохолу и дрогама.
Крајем јануара 1967. бенд је наступио на хуманитарном концерту „Мантра рок денс“ у клубу Авалон у Сан Франсиску, који је био посвећен прикупљању средстава за изградњу храма следбеника хиндуистичке секте Хари Кришне.
На једном од концерата у фебруару Џенис упознаје фронтмена групе Country Joe and the Fish Кантри Џо Макдоналда са којим је била у вези неколико наредних месеци. У том периоду група је имала бројне наступе углавном по градовима на западној обали.

#### Деби албум и наступ у Монтереју
Својеврсна прекретница у каријери Џенис Џоплин био је наступ Биг брадера на фестивалу у калифорнијском Монтереју 17. јуна 1967. Реакције публике и критике на њен наступ су биле толико позитивне да су наступили и следеће вечери само да би режисер Дон Алан Пенибејкер могао да сними наступ. Њена обрада песме Ball and Chain (оригинал Биг Маме Торнтон) пуштана је као реклама за Пенибејкеров документарац Monterey Pop. Чувена Кес Елиот певачица бенда Мамас енд папас одушевљена наступом кратко је прокоментарисала: „О мој Боже! Ово је било жестоко!“ Критика је била одушевљена, можда чак и помало изненађена, о чему најбоље говоре речи рок критичарке Луси О’Брајен: „Публика је остала у шоку кад је Џенис запевала. Чинило се као да црпи њихову енергију. Никада до сада није било ни једне белкиње која је певала на овакав начин, која је давала целу себе публици.“ „Џенис и њен тим били су дивљи и жестоки,“ записао је критичар Бил Грејам.
Након наступа у Монтереју, група је потписала уговор са продуцентском кућом Коламбија рекордс (Columbia Records) која се обавезала да ће финансирати њихова наредна три студијска албума. Стари уговор са Мејнстримом је поништен, а нова продуцентска кућа је објавила њихов први албум  који је помало неочекивано наишао на веома млак пријем код публике и заузео тек 60. место на америчким топ-листама. Нешто запаженији успех од песама са албума оствариле су једино „Down on Me“ и „Bye Bye Baby“. Остатак године група је провела свирајући углавном по Калифорнији.
Џулијуса Карпена на месту менаџера групе а октобру '67 замењује Алберт Гросман кога су чланови бенда по први пут упознали током наступа на Монтрејском фестивалу. Гросман је увелико форсирао Џенис у односу на остале чланове бенда, јер у њој је видео неку нову Били Холидеј, лидера нове велике блуз групе.
Прву велику двомесечну турнеју по америчком истоку група је започела 18. фебруара 1968. наступом у Филаделфији, а пар дана касније наступили су у њујоршком Андерсон театру. Њујоршки наступ су пратили одлични коментари у новинама. Музички критичар магазина Вилиџ војс (Village Voice) написао је следеће: „Иако Џенис не поседује неку класичну лепоту, она је несумњиво секс симбол данашњице у неком посебном паковању. Њен божански глас је јединствена комбинација духа Беси Смит, сјаја Арете Френклин и стила Џејмса Брауна. Њен глас не зна за границе и води је до статуса божанства...“ У вези са критикама на њихов њујоршки наступ Џенис је писала родитељима:
| „ | „Стигла је напокон и прва рецензија нашег првог њујоршког наступа. Све упућује на то да ћу бити богата и славна. Часописи се надмећу за моје интервјуе и фотографије, а ја никога не одбијам. Вау, тако сам срећна... и тако сам поносна.“ | ” |

Међутим многи критичари су примећивали и разлику у талентима и музичким квалитетима између чланова бенда. Најдаље је отишао недељник BMI Magazine који је констатовао да група каква је Биг братер не би постигла ништа без Џенис, без њеног јединственог вокала и велике харизме. Њузвик је на своју листу тренутних краљица рок музике поред Грејс Слик уврстио управо и Џенис Џоплин.
Турнеја бенда по источној обали завршена је великим наступом у Њујорку 7. априла, на концерту посвећеном Мартину Лутеру Кингу заједно са највећим именима тадашње музичке сцене Џимијем Хендриксом, Бадијем Гајем, Ричијем Хејвенсом, Полом Батерфилдом и Алвином Бишопом. Неколико дана касније, 12. и 13. априла бенд је наступио у дворани Винтерлеанд болрум. Концерт је снимљен а тек 1998. објављен је и албум под називом Live at Winterland '68.
Током пролећа 1968. године, Џоплинова и њен бенд праве свој национални телевизијски деби у емисији The Dick Cavett Show у дневном термину приказаном на националној телевитији Еј-Би-Си. Колико је расла популарност Џоплинове најбоље говори податак да је водитељ емисије Дик Кавет бенд најавио као Џенис Џоплин и Биг братер бенд. Међу осталим члановима бенда толико фаворизовање Џоплинове од стране новинара изазвало је негодовање и дозу љубоморе.

#### 
Рад на другом албуму започео је током марта месеца 1968. под продуцентском палицом Џона Сајмона. Међутим већ током снимања албума видело се да је Џенис главна звезда, а да остатак бенда представља тек пратећу екипу, што је делимично умртвило атмосферу у бенду. Џенис је страшно желела овај албум, желела је да све испадне како треба, увек је прва долазила на снимања, а последња одлазила из студија. Активно је Учествовали и у писању текстова. Насловни дизајн за албум урадио је карикатуриста Роберт Крумба. Албум је објављен током августа 1968. под радним насловом Cheap Thrills. Иако је сам назив албума асоцирао на „живу свирку“ само једна песма је заправо снимљена уживо (Ball and Chain), док је преосталих 6 студијски снимци. Сам албум је доста „сиров“ па се тако у песми Turtle Blues јасно чује звук разбијања чаше и скупљања стакла. На албуму се налази и блуз-рок верзија соул песме Ерме Френклин (старије сестре Арете Френклин) и класика Џорџа Гершвина Summertime.
У сваком случају албум је наишао на одличне реакције публике. Непуних месец дана по објављивању достигнут је милионски тираж, а 12. августа је доспео на прво место Билбордове листе најпродаванијих албума и на тој позицији остао наредних осам недеља, а највећи појединачни успех остварила је песма Piece of My Heart која је заузела 12. место Билбордове топ 100 листе Међутим реакције критике су биле много умереније, а готово сви критичари су истицали како је Џенис у потпуности бацила у сенку остатак бенда, посебно у песмама „Ball and Chain“ и „Summertime“.
Упркос одличним реакцијама публике на албум, Џенис није била задовољна, баш као ни Џон Сајмон који је инсистирао да се његово име не појављује нигде на албуму јер како је рекао: „Ја нисам радио продукцију албума, само сам помагао екипи.“ „Једноставно албум је настао на брзину, све се брзо одиграло, и све је зависило од Џенисине импровизације,“ рекао је том приликом Сајмон.
| „                                   | „Џенис је била веома талентована у писању текстова и радила је то одлично. Иако је написала много супер ствари, је свакако најрепрезентативнија од свих њих. Иначе сам процес писања текстова и стварања песме у бенду је био прилично демократски. Неко од нас би се појавио са идејом а сви остали би учествовали у њеној реализацији. И тако је било са свим песмама, наравно и са „Piece Of My Heart“ чији текст смо добили преко Џека Кесидија, и наравно уз Ермину сагласност. Начинили смо од ње потпуно другачију песму, направили смо праву френетичну и манијакалну верзију. Е већ са је била друга прича, радили смо на тој песми много, много дуже. “ | ” |
| — Сем Ендру о „Јефтиним узбуђењима“ | |   |

#### Распад Биг брадера
Целу 1968. бенд је провео на сталним свиркама, наступи су се редали један за другим, посебно у другом делу године: нова турнеја по источној обали одржана је током јула и августа, наступ на конвенцији издавачке куће Коламбија у Порторику и на Њупорт фолк фестивалу (Роуд Ајланд) пред 18.000 људи. Након учешћа на арт фестивалу у Сан Франсиску 31. августа и 1. септембра Џенис је изјавила да жели да напусти групу. Последњи званични наступ са бендом Џенис је имала на Family Dog фестивалу 1. децембра 1968. године.
Некако са њеним одласком из бенда поклопила се и премијера документарца Monterey Pop у Њујорку (одржана 26. децембра 1968) након које је било више него јасно да је пред Џенис веома успешна соло каријера. Због тога ни Гросман није учинио ништа да спречи распад бенда. Због тога је било много оптужби да је Гросман намерно расформирао бенд да би главну звезду „задржао само за себе.“
Нико од чланова бенда није био изненађен њеном одлуком, а Ендру је чак признао да му је Џенис наговештавала овакав расплет неколико месеци раније и да је и он сам размишљао о напуштању групе пре јесење турнеје. Касније је и сама Џенис у једном интервјуу изјавила како јој је то била најтежа одлука у животу:
| „                                  | „Волела сам те момке више него ишта на свету, али сам знала да уколико желим да наставим озбиљно са музиком, ја морам да одем. Једноставно у задње две године радили смо по шест дана недељно заједно, свирали смо исте песме, потпуно смо живели за те наступе и предавали смо се у потпуности музици. И једноставно смо се истрошили, није више било енергије и жеље.“ | ” |
| — Џенис Џоплин, 1. септембар 1970. | |   |

### 
Након распада Биг брадера, Џоплинова заједно са Ендруом окупља нови бенд који су назвали The Kozmic Blues Band. Поред њих двоје чланови бенда су постали и саксофонист Тери Клеменс, бубњар Рој Марковиц, трубач Тери Хенсли, оргуљаш Ричард Кермод и бас-гитариста Кејт Чели (кога је касније заменио Бред Кембел). Први већи наступ, нова група је имала у Мемфису 21. децембра. Реакције публике на нову и музички знатно умеренију Џенис биле су поприлично хладне, а сличне су биле и критике новинара. Тако је магазин San Francisco Chronicle у једној од критика предложио Џоплиновој да се врати у свој стари бенд док није прекасно, додајући уз дозу ироније „уколико би желели да је приме назад“.
Коментаришући једном тако нагли пад популарности Ендру је рекао да је кључна разлика то што је Биг брадер био група истомишљеника, велика музичка породица, док је Козмик блуз бенд представљао фирму чији музичари су ту запослени:
| „ | Биг брадер су чинили професионални клупски музичари за разлику од у ком су били уметници и извођачи. Било је периода, посебно током европске турнеје, када смо се добро забављали, али углавном је царовао хаос, нико ништа није схватао, ни Џенис ни остатак тима. | ” |

Међутим током турнеје по Европи у пролеће '69. група је наишла на доста добар пријем код публике и критике, а врхунац целе турнеје био је наступ у лондонском Алберт холу 21. априла. Магазин New Musical Express је њихов дебитантски британски наступ оценио као тријумфалан, а Џоплинова је изјавила да је овим наступом остварила највећи успех у каријери:
| „ | Страшно сам се прибојавала овог наступа, имајући у виду традиционалну британску суздржаност. Али успела сам. Успела сам да се пробијем кроз зид који су многи сматрали непробојним. | ” |

Почетак европске турнеје уједно је значио и „велики камбек“ Џоплинове пороцима, посебно хероину и алкохолу. Како је касније писала њена љубавница Пеги Касерта, Џенис је у том периоду на хероин трошила и по 200 долара дневно. Алкохол и хероин су се све негативније одражавали на њен глас и понашање, а што је посебно дошло до изражаја током снимања новог албума.
Након наступа у Франкфурту и гостовања на немачкој националној телевизији, Џоплинова је заједно са бендом наступала у бројним телевизијским забавним емисијама на америчком тлу где су уживо изводили неке од својих нумера. У ТВ шоу-програму Тома Џоунса извели су песме Little Girl Blue и Raise Your Hand, а Џоплинова је на крају заједно са домаћином отпевала једну дуетску песму.
Рад на новом албуму бенд је започео у јуну 1969. у студију Холивуд под продуцентском палицом Габриела Маклерома који се раније прославио сарадњом са канадском рок групом Степенвулф (познатој по песмама Born to Be Wild и Magic Carpet Ride из 1968). Гросман је током рада на албуму много више инсистирао на продукцијским детаљима него на квалитету песама.

#### Вудстоки
Џоплинова је заједно са члановима бенда наступила на фестивалу Вудсток у ноћи са 16. на 17. август 1969. где је представљена као једна од у то време највећих музичких звезда. Одлично расположена Џенис је пред више од 200.000 гледалаца отпевала 10 песама укључујући и велике хитове Summertime и Ball and Chain које су уврштене на албум Woodstock Experience. Џенис је новинарима говорила како је то био најбољи дан у њеном животу. Пре самог наступа на фестивалу групу је напустио Сем Ендру ког је у бенду наследио гитариста Џон Тил.
Крајем септембра 1969. објављен је албум I Got Dem Ol' Kozmic Blues Again Mama! који је исте године доспео на 5. место Билбордове топ 200 листе албума. Албум је нешто касније те године остварио златни тираж али није наишао ни на приближно добре реакције какве су пратиле Јефтина узбуђења. Иако је то био њен продукцијски најбоље одрађен албум, реакције јавности су биле поприлично млаке, посебно у САД (за разлику од Европе где је нови албум остварио одличан успех). Већина критичара се сложила да су једине светле тачке на целом албуму управо „глас и музичка страст главног вокала бенда Џенис Џоплин“ (Питер Рајли, музички критичар магазина Стерео Ривју).
Продукцијска кућа Columbia Records прво је као синглове објавила песме Kozmic Blues (заузела 41. место на Билбордовој топ 100 листи) и лајв верзију Raise Your Hand која је нешто раније објављена у Немачкој где је остварила топ 10 пласман на листама. Значајнију пажњу публике привукле су и песме Try (Just a Little Bit Harder), To Love Somebody и Little Girl Blue. На реиздању из 1999. које је објавила продукцијска кућа Legacy Recordings нашле су се и три додатне песме Summertime и Piece of My Heart у лајв извођењу са Вудстока и Dear Landlord (песма Боба Дилана).

#### Њујоршки концерти у Медисону
Џоплинова је 27. новембра 1969. наступила у Медисон Сквер Гардену у Њујорку као специјални гост Ролингстоунса на концерту поводом Дана захвалности. Током дуетског наступа са Тином Тарнер (коју је Џоплинова раније означила као једног од својих музичких идола) било је више него очито да је Џенис на сцену изашла у алкохолисаном стању да је „једва стајала на ногама“. Према речима њене аутобиографичарке Мајре Фримен „Џенис је била толико пијана и дрогирана да је више личила на шизофреничара него на музичара“.
Последњи заједнички наступ са члановима Козмик блуз бенда одржала је 21. децембра 1969. пошто се група непуних месец дана касније распала. Два дана ранија одржала је соло концерт на ком су јој се на сцени придружили блуз извођачи Џони Винтер и Пол Батерфилд, а критика је те наступе оценила као „потпуно чаробну демонстрацију оног најбољег што пружају рок и блуз“.
У интервјуу рок критичару Дејвиду Далтону, а у вези са последњим њујоршким наступима, Џоплинова је изјавила како је било више него очито да: „публика је помно пратила сваку моју реч и сваку моју ноту питајући се да ли ја то могу“! Истом приликом је изјавила и да се много угодније осећала током наступа у андерграунд клубовима Сан Франциска него у Медисону пред толико публике.

### 
У фебруару 1970. заједно са пријатељицом Линдом Грејвенајтс, дизајнерком костима за сценске наступе, Џенис одлази у Бразил, где је требало и коначно да се ослободи зависности од дрога и алкохола. У Бразилу је упознала америчког глобтротера Дејвида (Џорџа) Нихауса, са којим је убрзо започела романтичну везу. Џенисина сестра Лора је у њеној биографији касније написала како је „Дејвид био типичан припадник америчке средње класе, дечко из Синсинатија који је студирао комуникације на Нотр Даму, након којих је радио као волонтер у једном селу негде у Турској. Хтео је да студира право, али онда, онда је упознао Џенис и ... и тако је почела њихова веза“. Чинило се да је Џенис напокон пронашла „човека свог живота“. „Њих двоје личили су на било који други задовољан и срећан млади пар који ужива у сваком тренутку проведеном заједном“, говорила је Грејвенајтсова, која је чак направила и неколико њихових заједничких фотографија. И новинари су снимили неколико њихових заједничких фотографија током боравка на фестивалу у Рио де Жанеиру. У телефонском интервјуу који је дала магазину Ролинг стоун током боравка у Бразилу, Џенис је и сама потврдила везу између њих двоје: „Одлазим у џунглу са битничком фацом који се зове Дејвид Нихаус. Напокон сам схватила да не морам свих 12 месеци да будем на сцени. Одлучила сам да на пар недеља мало истражујем неке друге врсте џунгли.“ „Џенис је у Бразилу покушавала да остави хероин, а најбоља ствар у вези са Џорџом је била та што је он био жестоки противник наркотика“, написала је Елис Амбурн 1992. у биографији о Џенис Џоплин.
По повратку у Сједињене Државе, пар се настанио у Ларксперу, у Калифорнији. Међутим, недуго по повратку из Бразила, Џоплинова је наставила са „старом праксом“ и поново је почела да конзумира алкохол и хероин, а почела је и да се виђа са некадашњом стјуардесом Пеги Касертом која је такође била „уживалац“ тешких дрога. Њен повратак пороцима, веза са Пеги и чињеница да је одбила да заједно са Џорџом путује по свету, довела је до прекида њихове везе. Грејвенајтсова, коју је Џенис у мајском издању магазина Vogue из 1968. означила као модну икону, такође је због хероина прекинула све односе са Џоплиновом. Од тада, Џенис се на сцени увек појављивала у широкој одећи јарких боја, са обавезним шареним перима у коси.
У међувремену Џенис је формирала нови бенд који је назвала Full Tilt Boogie Band, а који је углавном био састављен од младих и перспективних музичара из Канаде. Џоплинова је, за разлику од ранијих случајева, преузела активнију улогу у састављању бенда и често је говорила како: „То је мој бенд. Напокон, то је мој бенд!“
Новоосновани бенд је своју прву турнеју започео током маја 1970. и изгледало је да је Џенис веома срећна са својом новом групом. Чак су и реакције критике и публике биле доста позитивне. Пре него што је започела са летњом турнејом свог новог бенда, Џенис је у два наврата наступила са својим некадашњим Биг брадер бендом у Сан Франсиску. Први пут 4. априла 1970. у дворани Филмор Вест (снимак са овог концерта објављен је постхумно, две године касније), и потом 12. априла у дворани Винтерланд. Током тих наступа Џоплинова се на сцени обавезно појављивала са шареним перима у коси, а новинарима је говорила како је њена наркоманска фаза иза ње (у стварности то је био период њене „екстремне алкохоличарске фазе“).

#### 
Џенис Џоплин је заједно са својим новим Фул тилт буги бендом учествовала на великој концертној турнеји кроз Канаду, од 28. јуна до 4. јула 1970. године. На турнеји названој Фестивал експрес (Festival Express) такође су учествовали, неки од у то време највећих бендова и извођача, Бади Гај, The Band, Ten Years After, Grateful Dead, Delaney and Bonnie, Ерик Андерсен и Ian & Sylvia. Критика је наступе Џенис Џоплин у Торонту, Винипегу и Калгарију током турнеје означила као њене најбоље наступе икада.
На последњем наступу у Калгарију Џенис је изашла на сцену заједно са Џеријем Гарсијом у тренутку када се бенд припремао за наступ, поздравила публику и частила све организаторе боцом текиле коју је понела са собом. Певала је те вечери два сата без престанка, а наступ је започела песмом „Tell Mama“. Током наступа у паузи између песама, публици је често говорила о свом несрећном љубавном животу. Наступ је завршила продуженом верзијом песама „Get It While You Can“ и „Ball and Chain“. Видео снимак њеног извођења песме „Tell Mama“ у Калгарију, постао је велики хит на музичкој телевизији МТВ почетком 80-их година прошлог века, а аудио верзија исте песме нашла се на компилацији њених најбољих песама Farewell Song из 1982. године. Комплетан аудио запис Џенис Џоплин са те турнеје објављен је 1972. под насловом In Concert, док је 2003. изашло и DVD издање Festival Express DVD.
Током целог трајања турнеје, Џоплинову је пратио новинар магазина Ролинг стоун Дејвид Далтон, који је написао бројне чланке о овом фестивалу, и две књиге о самој Џоплиновој. Џенис је, говорећи о свом животу, Далтону једном приликом изјавила:
| „                             | Ја сам жртва свог властитог бића. Постојали су тренуци у мом животу када сам желела да знам све, да видим све... Али сав тај осећај ми је стварао нелагоду и чинио ме је јако несрећном. Једноставно тада нисам знала како да се носим са тим. Али данас, данас сам научила како да контролишем тај осећај, да све преокренем у своју корист. Ја сам јако емотивна особа и желим неку врсту олакшања у тим тренуцима, али када сам на сцени, тај осећај и енергија коју ми публика пружа чине ме посебном. То је јединствена емоција. | ” |
| — Џенис Џоплин о свом животу. | |   |

#### Последњи наступи и албум
Џоплинова је током гостовања у емисији The Dick Cavett Show 25. јуна 1970. изјавила да ће присуствовати десетој годишњици матуре у свом родном Порт Артуру у Тексасу. Говорећи о свом школском животу у истој емисији, Џенис је открила како је у школи била често предметом исмевања и понижења од стране својих школских колега, у толикој мери да „Њихово исмевање ме је отерало из учионице, из града и напослетку из државе.“ Открила је и како је братство на факултету где је студирала прогласило за најружнију особу у целом кампусу. Током свог последњег телевизијског наступа код Дика Кавета 3. августа говорила је о плановима за наступ на Festival for Peace који је три дана касније одржан у њујоршком Квинсу.
Последњи јавни наступ са Фул тилт бендом имала је 12. августа на стадиону Харвард у Бостону (Масачусетс). Критичари локалног магазина The Harvard Crimson наступ су окарактерисали као одличан, упркос чињеници да је бенд био приморан да користи импровизована појачала, пошто је њихова опрема украдена неколико дана раније у Бостону.
Два дана после наступа у Бостону, 14. августа, Џоплинова је присуствовала десетогодишњици матуре у свом родном граду, у пратњи музичара Боба Нојвирта, менаџера Џона Кука и сестре Лоре. Међутим, цело то окупљање је протекло јако лоше и оставило је негативан утисак на саму Џенис. На конференцији за новинаре која је одржала у њеној некадашњој школи, новинар Ролинг стоуна Чет Флипо је њен стил облачења поистоветио са стилом „најбоље Вавилонске курве“. На питање новинара да ли се забављала током периода школовања у тој школи, Џенис је одговорила: „Само када сам пролазила ходницима. Сама.“ На крају је Џоплинова жестоко напала и своје некадашње школске колеге и цео Порт Артур, оптуживши их за све оно лоше што јој се дешавало на том месту 10 година раније.
Током септембра и октобра 1970. Џенис је заједно са бендом у студију у Лос Анђелесу започела рад на новом албуму. Продуцент је био чувени Пол Ротшилд који је у то време радио за неке од најпопуларнијих музичара, попут групе Дорси. Иако је Џенис преминула пре него што су све нумере у потпуности биле завршене, још увек је било довољно материјала да се састави цео албум. Албум под насловом „Pearl“ (Бисер) објављен је постхумно током јануара 1971. године. Био је то убедљиво најпродаванији и најпопуларнији албум у целој музичкој каријери Џенис Џоплин, а на албуму се нашао и њен велики хит сингл Me and Bobby McGee. Песму је написао Крис Кристоферсон са којим је Џенис била у краткој љубавној вези током пролећа 1970. године. Насловна нумера Move Over коју је написала Џенис лично, уједно представља и њено виђење жене у вези од стране мушкарца. На албуму се налази и акапела песма Mercedes Benz, својеврсна социјална критика, чији аутори су били Џоплинова, Боб Нојвирт и песник Мајкл Маклур. Песма је уврштена на албум иако је Џоплинова само једном извела ту композицију у студију, и због тога никада није добила инструменталну пратњу. Са друге стране песма Buried Alive in the Blues никада није добила своју вокалну деоницу, већ је остала у форми инструментала, пошто је Џенис требало да је отпева онај дан када је пронађена мртва. Године 2003, магазин Ролинг стоун је уврстио албум Pearl на 122. место међу 500 најбољих албума свих времена. Вокалне деонице за песме Half Moon и Cry Baby снимљене су свега неколико дана пре њене смрти, 26. септембра, а истог дана бенд је снимио инструментални део за песму Buried Alive in the Blues. Истог дана Џенис је заједно са оргуљашем Кеном Персоном и бубњаром Кларком Пирсоном снимила једноминутну рођенданску честитку посвећену Џон Ленону, а у питању је била композиција Happy Trails Дејла Еванса. Наиме, Џоплинова је била тек један од неколико музичара које је Ленонова супруга Јоко Оно замолила да направе „посебно изненађење“ поводом 30. Леноновог рођендана. Ленон је касније изјавио да је њену рођенданску честитку добио неколико дана после њене смрти и да је то био јако потресан тренутак за њега.
Последња песма коју је Џенис у целости снимила била је Mercedes Benz која је снимљена 1. октобра.

### Смрт
Током снимања последњег албума Џенис је одсела недалеко од студија Сансет саунд рикордс, у хотелу Landmark Motor Hotel у Холивуду. Некако у исто време интензивирала се и њена веза са знатно млађим 21-огодишњим студентом са Берклија Сетом Морганом, са којим се упознала три месеца раније. У то време Морган је писао кратке приче, али се бавио и препродајом хероина. Пар је требало да се венча у септембру исте године.
Џенисина некадашња љубавница Пеги Касерта је у својој књизи Going Down With Janis из 1973. написала како су се она и Џенис договориле током априла 1970. да се не виђају и да на тај начин покушају да се реше наркотика. По писању Касерте, хотел у којем је Џоплинова одсела био је познат међу наркоманима као место где је најлакше било доћи до наркотика. Џоплинова је сасвим случајно сазнала да је Пеги у Лос Анђелесу, и потом је у неколико наврата тражила од ње да јој набави хероин. Након што је Касерта одбила, дошло је до свађе. Пар дана касније Џенис је пронашла новог добављача. Њен менаџер Алекс Гросман касније је тврдио да Џоплинова никада није помињала Касерту током њеног боравка у хотелу у Лос Анђелесу.
У суботу 3. октобра, Џоплинова је била у студију где је преслушавала инструменталну верзију песме Buried Alive in the Blues коју су чланови бенда снимили недељу дана раније. Џенис је била уморна тај дан и договорила се са менаџером Полом Ротшилдом да своју вокалну деоницу за песму сними сутрадан. Нешто касније, истог дана Џенис је сазнала да се њен вереник Морган виђао са непознатом женом у њиховом заједничком стану у Ларксперу. Сви у студију су знали за то. Џенис је касније отишла са бубњаром Кеном Персоном на пиће у оближњи локал, одакле су се вратили у хотел после поноћи њеним аутом.
Након што се сутрадан није појавила у студију, у време заказано за снимање, Ротшилд је послао менаџера бенда Џона Кука у њен хотел да види шта се дешава. Њен Порше 356Ц кабриолет био је паркиран испред хотела. Кук је затекао Џенис Џоплин мртву, на поду њене собе број 105. Службени узрок смрти је било предозирање хероином и великим количинама алкохола. Кук је касније тврдио да верује да је Џенис случајно дошла у посед хероина знатно веће концентрације него уобичајено, и да није имала намеру да се убије. Његовој тврдњи у прилог иде и чињеница да током исте недеље неколико људи умрло од предозирања, а сви су били повезани са истим дилером.
Њена изненадна смрт, у моменту када је имала свега 27 година, изненадила је бројне љубитеље њене музике, и шокирала цео музички свет. Свега 16 дана пре њене смрти, изненада је преминуо још један великан музичке сцене Џими Хендрикс, такође у 27-ој години.
Њено тело је кремирано у мртвачници Pierce Brothers Westwood Village, а пепео расут из авиона по Тихом океану и дуж плаже Стинсон. Њена сестра Лора је у њену част организовала посебну опроштајну „забаву“ која се одржала 26. октобра у клубу „Лајонс шер“ у Сан Анселму (Калифорнија), а којој су између осталих присуствовали и њен заручник Сет Морган и бројни блиски пријатељи.

## Музичко наслеђе и утицај
Иако су живот и музичка каријера Џенис Џоплин трајали веома кратко, њен музички рад је без икакве сумње оставио велики и неизбрисив траг у историји савремене музичке уметности. Одмах после њене смрти, бројни музички критичари су у суперлативима оцењивали њену каријеру и њен таленат. Америчка уметница Меган Тери означила је Џоплинову као „женску верзију славног Елвиса Преслија“, док је историчар музике Том Мун њен таленат и њен глас окарактерисао као „разорно оригиналан“.
Године 1973, публициста Мајра Фридмен објавила је књигу посвећену Џоплиновој, а у исто време и њена некадашња љубавница Пеги Касерта издаје књигу интригантног наслова Going Down With Janis (Пад уз Џенис). Касертина књига је привукла велику пажњу, највише због прилично детаљних описа секса и дрогирања током њихове везе. У вези са том књигом, члан Џенисиног бенда Сем Ендру је изјавио како је Касертин однос са Џенис одувек био на граници између спонзорства и пријатељства.
Џоплинова је, заједно са певачицом бенда Џеферсон ерплејн Грејс Слик била међу пиониркама женске рок сцене Сједињених Држава, јер пре њих рок сцена као да је била затворена за женске извођаче. Певачица Стиви Никс је након што је присуствовала једном од наступа Џенис Џоплин изјавила: „Волела бих да откријем начин на који Џенис осваја публику, да откријем ту везу између ње и публике. У трептају ока она је успела да промени цео мој живот.“
Бројни су извођачи који су кроз своје песме одали почаст Џенис Џоплин. Бенд The Mamas & the Papas је 1971. њој посветио песму под насловом „Pearl“, а Леонард Коен јој је посветио песму „Chelsea Hotel #2“.
Нина Симон, коју је Џенис често истицала као једног од својих идола, изјавила је приликом гостовања на џез фестивалу у швајцарском Монтреу:
| „ | Знате, објавила сам 35 албума и сваки од њих је откидао део мене. И јуче сам дошла да погледам премијеру филма посвећеног Џенис Џоплин. И то ме је страшно погодило, и одмах сам почела да пишем песму о томе. Али сам одустала јер сам схватила да је већина вас овде управо због музике. У сваком случају поента је да ме је јако заболело када сам видела колико снажно је она радила. Она је просто била навучена на све ово, а не на дроге. Она се просто навукла на осећања. | ” |

Симонова је ипак поменула Џенис у својој песми „Stars“, а наступ је отворила Џенисином верзијом „Little Girl Blue“ са албума „I Got Dem Ol' Kozmic Blues Again Mama!“.
Године 1979, снимљен је филм под насловом The Rose (Ружа) чија радња је базирана на биографији Џенис Џоплин. Филм је првобитно требало да се зове Бисер (Pearl) како је био надимак Џоплинове, али је назив промењен пошто се њена породица није слагала са радњом филма. Бет Мидлер која је играла главну улогу је те године номинована за Оскар за најбољу главну глумицу.
Године 1987, у њеном родном граду Порт Артуру постављена је спомен скулптура посвећена Џоплиновој. Споменик је израдио вајар Даглас Кларк.
Лора Џоплин, млађа од сестара Џоплин је 1992. објавила обимну биографију своје сестре у којој је између осталог навела колико је Џенис волела гостовања код Дика Кавета и са каквим ентузијазмом је наступила на Вудстоку. Године 2001, на Бродвеју је премијерно изведен мјузикл „Love, Janis“ на чијем стварању су између осталих учествовали Сем Ендру и Лора Џоплин.
Кућа славних рокенрола у Кливленду уврстила је Џоплинову на своју листу највећих рок извођача у историји 1995, а 2005. постхумно јој је додељена Награда Греми за животно дело.
Дана 4. новембра 2013. на Холивудској стази славних, симболично испред Музичког института откривена је 2.510 звездица која је посвећена лику и делу Џенис Џоплин.

## Занимљивости
Њен психоделични порше 356Ц 1600 кабриолет, произведен 1964. године, а који је након њене смрти био у власништву њене породице, продат је на аукцији у Њујорку 10. децембра 2015. године. Иако је аукцијска кућа Сотби која је била задужена за продају аутомобил проценила на почетних 600.000 америчких долара, након петоминутне френетичне лицитације аутомобил је продат за чак 1,8 милиона америчких долара. Уједно је то био и нови аукцијски рекорд за ту врсту аутомобила.

## Дискографија
- 1967.
- 1968.
- 1969. !
- 1971.
- 1972.  [уживо]
- 1973.
- 1975.
- 1982.
- 1983.
- 1984.
- 1993.
- 1995.
- 1997.
- 1999.
- 1999. Live at Woodstock: August 19, 1969
- 2002.  [DVD]
- 2005. ,

B
| Наслов | Година издавања | Издавач           | Белешка                     |
| ------ | --------------- | ----------------- | --------------------------- |
|        | 1967.           |                   |                             |
|        | 1967.           |                   | садржи две додатне песме    |
|        | 1967, ЦД 1999.  |                   | садржи две додатне песме    |
|        | 1968.           | Коламбија рекордс | двоструки платинасти тираж  |
|        | 1968, ЦД 1999.  |                   | садржи четири додатне песме |
|        | 1998.           |                   |                             |

| Наслов | Година издавања | Издавач           | Белешке                  |
| ------ | --------------- | ----------------- | ------------------------ |
|        | 1969.           | Коламбија рекордс |                          |
|        | 1969, ЦД 1999.  |                   | садржи три додатне песме |

| Наслов | Година издавања | Издавач           | Notes                         |
| ------ | --------------- | ----------------- | ----------------------------- |
|        | 1971.           | Коламбија рекордс |                               |
|        | 1971, ЦД        |                   |                               |
|        | 1971, ЦД 1999   |                   | садржи четири додатне песме   |
|        | 1971, ЦД 2005   |                   | ЦД1 – 6 додатних песама ЦД2 – |

| Наслов | Release date | Издавач           | Белешке |
| ------ | ------------ | ----------------- | ------- |
|        | 1972.        | Коламбија рекордс |         |

Каснија издања и компилације
| Наслов | Година издавања | Издавач           | Белешке               |
| ------ | --------------- | ----------------- | --------------------- |
|        | 1973.           | Коламбија рекордс |                       |
|        | 1975.           |                   | 2 диска, златни тираж |
|        | 1980.           |                   | 2 диска               |
|        | 1983.           | Коламбија рекордс |                       |
|        | 1984.           |                   |                       |
|        | 1993.           |                   | 3 диска –             |
|        | 1995.           |                   | златни тираж          |
|        | 1995.           | 3 диска           |                       |
| 1969   | 1999.           |                   |                       |
|        | 1999.           |                   | 5 диска –             |
|        | 2000.           |                   |                       |
|        | 2001.           |                   |                       |
|        | 2003.           |                   |                       |
|        | 2007.           |                   |                       |
|        | 2009.           |                   |                       |